# Hadi
Hadi är ett arabiskt eller persiskt förnamn som har betydelsen vägvisare på arabiska, och älskad på persiska och turkiska. På arabiska är Hadi ett pojknamn, medan det på persiska är ett flicknamn. 652 män har namnet i Sverige, och 191 kvinnor. Flest bär namnet i Stockholm där 186 män bär namnet samt 54 kvinnor i Skåne.